# Жорсткі технології приватності
Жорсткі технології приватності — це методи захисту даних. Жорсткі технології приватності та м’які технології приватності підпадають під категорію технології, що покращують приватність. Жорсткі технології приватності дозволяють онлайн-користувачам захищати свою приватність за допомогою різних сервісів і програм без довіри третіх сторін. Метою захисту даних є мінімізація даних і зниження довіри до третіх сторін, забезпечення свободи (і методів) приховування інформації або спілкування.

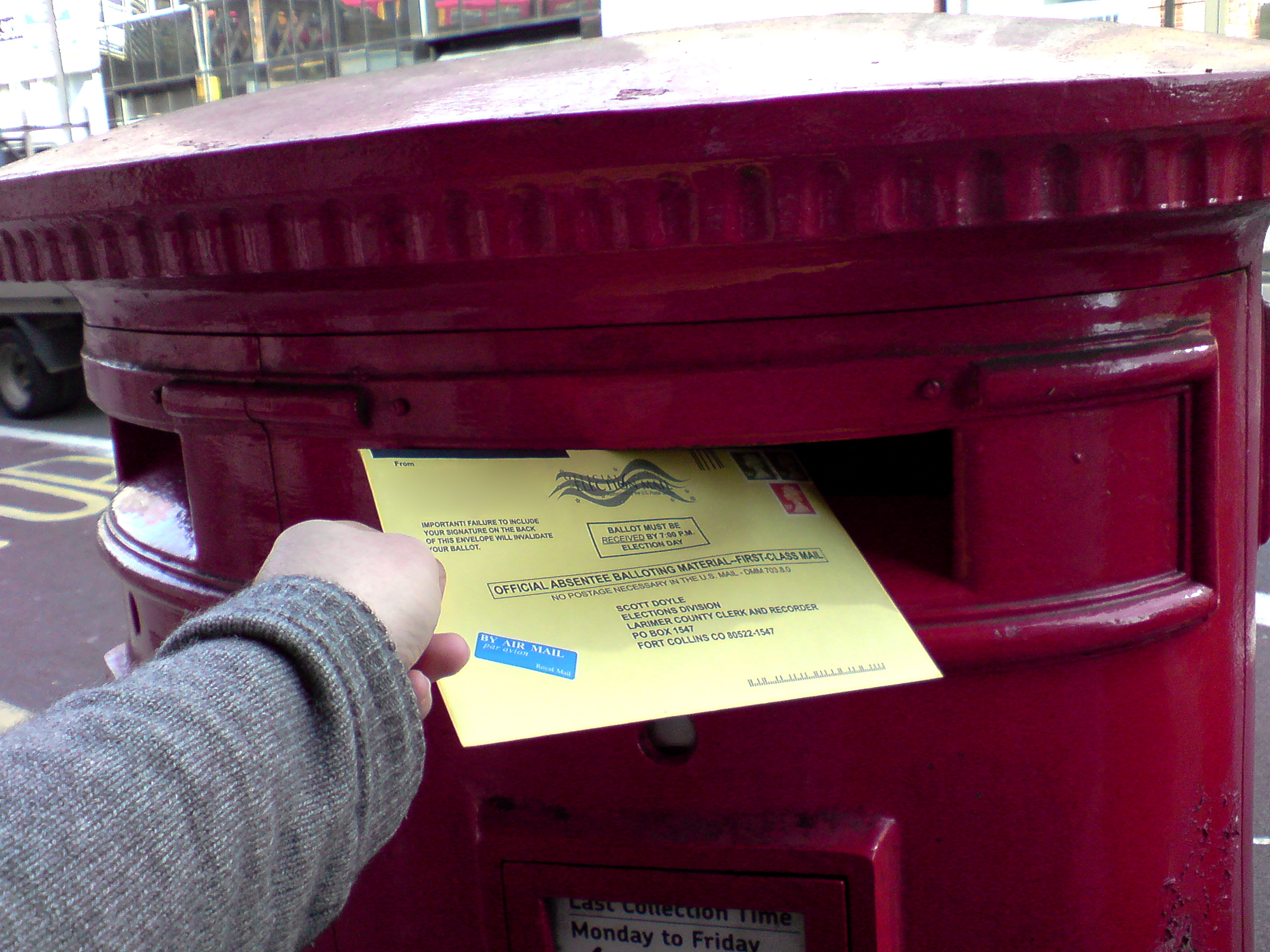
бюлетень

Застосування жорстких технологій приватності включають цибулеву маршрутизацію, VPN та таємне голосування, яке використовується для демократичних виборів.

## Системи анонімного спілкування

### Перемішуючі мережі
Перемішуючі мережі використовують як криптографію, так і перестановки, щоб забезпечити анонімність у спілкуванні. Ця комбінація робить моніторинг наскрізного зв'язку більш складним для тих, хто підслуховує, оскільки порушує зв'язок між відправником і одержувачем.

#### Tor
Tor — це безкоштовна анонімна служба, яка основана на концепції цибулевої маршрутизації. Серед усіх технологій, що покращують приватність, tor має одну з найвищих баз користувачів. Цибулева маршрутизація — це технологія шифрована в Інтернеті для запобігання прослуховуванню, атакам аналізу трафіку тощо. Повідомлення в цибулевій мережі вбудовуються в шари шифрування. Місце призначення в кожному шарі буде зашифровано. Для кожного маршрутизатора повідомлення розшифровується його приватним ключем і розкривається як «цибуля», а потім повідомлення передається наступному маршрутизатору.

#### I2P
I2P — анонімна, оверлейна, зашифрована мережа, застосовувана для вебсерфінгу, анонімного хостингу (створення анонімних сайтів, форумів і чатів, файлообмінних серверів і т. д.), систем обміну миттєвими повідомленнями, ведення блогів, а також для файлообміну (у тому числі P2P — Torrent, eDonkey, Kad, Gnutella і т. д.), електронної пошти, VoIP і багато чого іншого.

### Мережа криптографів, що обідають (DC-net)
DC-net — це протокол зв'язку, який забезпечує безпечний безперебійний зв'язок. Цей протокол на основі раундів дозволяє учасникам непомітно публікувати один біт повідомлення за раунд.

### Цифрова мережа інтегрованих послуг (ISDN)
ISDN базується на цифровій телекомунікаційній мережі, тобто цифровій мережі каналів 64 кбіт/с. ISDN в основному використовується для обміну мережами; тому він пропонує ефективний сервіс для спілкування.

### VPN
Віртуальна приватна мережа(VPN) є одним із найважливіших способів захисту особистої інформації. VPN з'єднує приватну мережу з загальнодоступною мережею, що допомагає користувачам обмінюватися інформацією через загальнодоступні мережі, розширюючи їх на їхні комп'ютерні пристрої. Таким чином, користувачі VPN можуть отримати переваги від більшої безпеки.

## Атаки на анонімне спілкування
Для атак на системи анонімності використовується аналіз трафіку, який відстежує інформацію, наприклад, хто з ким розмовляє, формує профілі тощо. Аналіз трафіку використовується проти ванільних або загартованих систем.

## Майбутнє жорстких технологій приватності
Майбутнє жорсткої технології приватності включає технологію обмеженого розкриття.
Технологія обмеженого розкриття інформації пропонує механізм для збереження приватності людей, заохочуючи їх надавати лише невелику інформацію, достатньої для завершення взаємодії або покупки з постачальниками послуг. Ця технологія покликана обмежити обмін даними між споживачами та іншими третіми сторонами.

## Методологія LINDDUN
«LINDDUN» скорочує сім категорій загроз приватності, включаючи зв'язування, розпізнавання, невідмовність, чутливість, витік деталей, недобросовісність і недотримання. Вона використовується як методологія моделювання загроз приватності, яка підтримує аналітиків у систематичному виявленні та пом'якшенні загроз приватності в архітектурах програмного забезпечення. Її головною перевагою є поєднання методологічного керівництва та підтримки знань про приватність.